# 왈리드 알하얌
왈리드 모하메드 압둘라 알리 알하얌(아랍어: وليد محمد عبد الله علي الحيام, Waleed Mohamed Abdulla Ali Al Hayam, 1991년 2월 3일 ~ )은 바레인의 축구 선수로, 포지션은 수비수이다. 현재 알무하라크 소속이다.